# Dario Mariuzzo
Dario Mariuzzo (San Donà di Piave, 28 dicembre 1961) è un dirigente sportivo ed ex ciclista su strada italiano.

## Biografia
Nato nel 1961 a San Donà di Piave, in provincia di Venezia, inizia la carriera agonistica nel 1980, da dilettante, con la S.C. La Nuova Baggio - San Siro - Capp Plast - Campagnolo, passando poi nel 1982 alla S.C. La Nuova Corbettese con la quale vince in quell'anno il Circuito Molinese a Molino dei Torti, in provincia di Alessandria, il Memorial Luigi Pastore - Bassignana e una tappa del Giro d'Italia Dilettanti.
Nel 1983 passa professionista con la Sammontana-Campagnolo, con la quale prende parte al suo primo Giro d'Italia, nel 1984 e alla prima Milano-Sanremo, nello stesso anno, terminati rispettivamente al 106º e 61º posto. Sempre nel 1984 arriva secondo al Gran Premio Industria e Commercio di Prato, dietro a Pierino Gavazzi.
Nel 1985 passa alla Sammontana-Bianchi, nata dalla fusione della sua squadra precedente con la Bianchi-Piaggio. Anche in questo caso in due stagioni termina 112º e 105º al Giro d'Italia 1985 e 1986, e 85º e 75º alla Milano-Sanremo 1985 e 1986. Con il cambio di sponsor la sua squadra nel 1987 diventa Gewiss-Bianchi e Mariuzzo partecipa al Giro d'Italia 1987 (115º) e 1989 (ritirato) e alla Vuelta a España 1987 (anche in questo caso ritirato).
Passato all'Ariostea nel 1990, nel 1991 arriva 66º al Giro delle Fiandre e terzo al Giro di Campania. Conclude la carriera nel 1993, a 32 anni, dopo due stagioni alla Jolly Componibili, con altre due partecipazioni al Giro d'Italia (139º nel 1992 e ritirato nel 1993) e due alla Milano-Sanremo (86º nel 1992 e 150º nel 1993).
Dopo il termine della carriera ha intrapreso il ruolo di direttore sportivo, dapprima, per un solo anno, alla stessa Jolly Componibili, poi all'Aki (una stagione e mezza), alla Roslotto insieme al concittadino Moreno Argentin, sempre per una stagione e mezza, alla Ballan per due anni, alla Cantina Tollo per uno, all'Alessio per quattro, alla Liquigas per otto e alla Cannondale per due.

## Palmarès
- 1982 (S.C. La Nuova Corbettese, Dilettanti, tre vittorie)

Circuito Molinese
Memorial Luigi Pastore - Bassignana
2ª tappa Giro d'Italia Dilettanti (Treviso > Verona)

## Piazzamenti

### Grandi Giri
- Giro d'Italia

1984: 106º
1985: 112º
1986: 105º
1987: 115º
1989: ritirato
1992: 139º
1993: ritirato
- Vuelta a España

1987: ritirato

### Classiche monumento
- Milano-Sanremo

1984: 61º
1985: 85º
1986: 75º
1992: 86º
1993: 150º
- Giro delle Fiandre

1991: 66º